# سیارک ۲۲۴۶۱۷
سیارک ۲۲۴۶۱۷ (به انگلیسی: 224617 Micromegas، نامگذاری:2005YZ70) دویست و بیست و چهار هزار و ششصد و هفدهمین سیارک کشف شده‌است که در ۲۲ دسامبر ۲۰۰۵ کشف شد.